# Leinster House
Leinster House fue originariamente la residencia de los duques de Leinster y es actualmente la sede del Oireachtas o Parlamento de Irlanda, desde 1922. Actualmente es un complejo de edificios, cuyo centro es el antiguo palacio ducal que alberga el Parlamento y sus dependencias, siendo la parte más reconocible y popular.

## Palacio Ducal
Leinster House es el antiguo palacio ducal en Dublín que ha servido desde 1922 como edificio del parlamento del Estado Libre Irlandés y de la República de Irlanda. Anteriormente, fue la sede de la RDS hasta 1922. Los famosos Dublin Spring Show y Dublin Horse Show tenían lugar en el Leinster Lawn mirando hacia Merrion Square. En Leinster house se reúnen el Dáil Éireann y el Seanad Éireann, las dos cámaras parlamentarias irlandesas.

## De residencia de un Parlamentario a residencia del Parlamento
Durante siglos anteriores, el Parlamento de Irlanda se había reunido en diferentes lugares, frecuentemente  en el College Green, al lado de Trinity College, en Dublín. El parlamento medieval estaba formado por dos cámaras, la Casa Irlandesa de los Comunes y la Cámara Irladesa de los Lores. El principal noble de Irlanda, el conde de Kildare, tenía un escaño en la Cámara de los Lores. Como todos los nobles del periodo, debido a la duración de la temporada social y de las sesiones parlamentarias, él y su familia trasladaban su residencia a Dublín; durante el resto del año solían residir en varias ubicaciones a lo largo del país, sobre todo en Frescati House en Black Rock.
Desde finales del siglo XVII Leinster House (entonces llamada Cill Dara House) fue la residencia oficial del conde de Kildare en Dublín. Cuando fue construido en 1745-8, estaba ubicado en una zona aislada y poco concurrida al sur de la ciudad, lejos de las principales ubicaciones de las residencias aristocráticas, por ejemplo Rutland (ahora Parnell Square) y Mountjoy Square. El Conde esperaba que otros lo siguieran; en las décadas siguientes Merrion Square y Fitzwilliam Square se convertirían en la principal zona residencial de los nobles irlandeses, que vendieron sus propiedades en el norte de la ciudad (muchas de las cuales se deterioraron y acabaron en situación de abandono). En la historia de las residencias aristocráticas en Dublín, ninguna otra mansión igualó a Leinster House en su tamaño o estatus. Cuando el conde fue creado duque de Leinster, la residencia de la familia en Dublín fue renombrada como Leinster House. Su primer y segundo piso fueron usados como el modelo de planta para la Casa Blanca por su arquitecto irlandés, mientras que la propia fachada fue usada como modelo original también para la Casa Blanca.

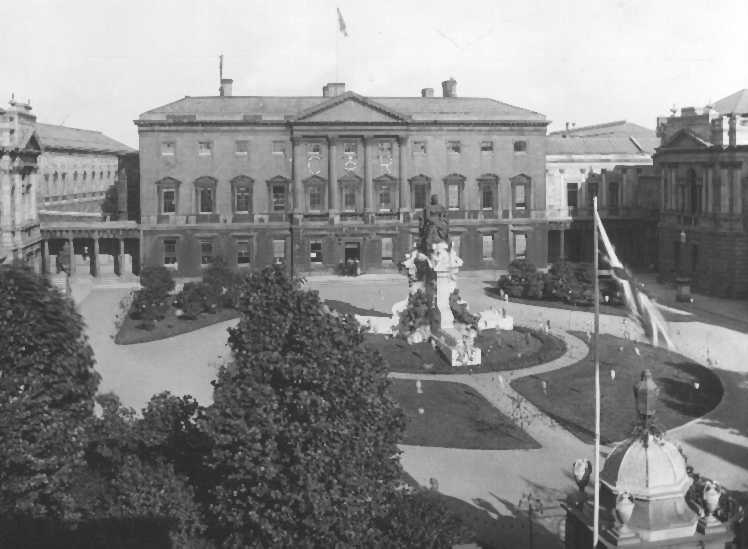
Leinster House en 1911, decorada para la visita del rey Jorge V
La estatua de la reina Victoria en el patio fue retirada en 1947

Un famoso miembro de la familia que ocasionalmente vivió en Leinster House fue lord Edward FitzGerald, irlandés nacionalista que tomó parte activa en la organización de la Rebelión de 1798, durante la que murió. Con la aprobación del Acta de Unión en 1800, el Parlamento de Irlanda fue disuelto. Sin una Cámara de Lores a la que asistir, numerosos miembros de la nobleza abandonaron Dublín, vendiendo sus residencias dublinesas, en muchos casos para comprar residencias en Londres, sede del nuevo Parlamento del Reino Unido de Gran Bretaña e Irlanda.

## Sede de la Royal Dublin Society (1815-1922)
El duque de Leinster vendió Leinster House a la Sociedad Real de Dublín. A finales del siglo XIX, se añadieron dos nuevas alas, que acogerían la Biblioteca Nacional de Irlanda y el Museo Nacional de Irlanda. Se construyó también el Museo Nacional de Historia Natural de Irlanda. Como parte de esta remodelación, se programó revestir la casa en piedra Portland, más atractiva, y extender el pórtico al exterior, aunque desafortunadamente estos cambios no se pudieron llevar a la práctica.

## Oireachtas desde 1922
El Tratado Anglo-Irlandés de 1921 aseguró la creación de un dominio auto-gobernado, llamado Estado Libre Irlandés. Mientras se elaboraban planes para dar vida al nuevo Estado, el gobierno provisional de W.T. Cosgrave buscó un lugar temporal para las reuniones de la nueva Cámara de Diputados Dáil Éireann y el Senado Seanad Éireann. Se planteó convertir el Real Hospital de Kilmainham, un antiguo cuartel del siglo XVIII rodeado por extensas áreas verdes, en una Parlamento a tiempo completo. Sin embargo, como seguía bajo control del Ejército británico, que aún no sé había retirado, y el nuevo gobernador general del Estado Libre Irlandés tenía que pronunciar el discurso de apertura del Parlamento en pocas semanas, se decidió contratar el teatro principal de la Royal Dublin Society anexado a Leinster House para su uso en diciembre de 1922 como recinto temporal de la Dáil.

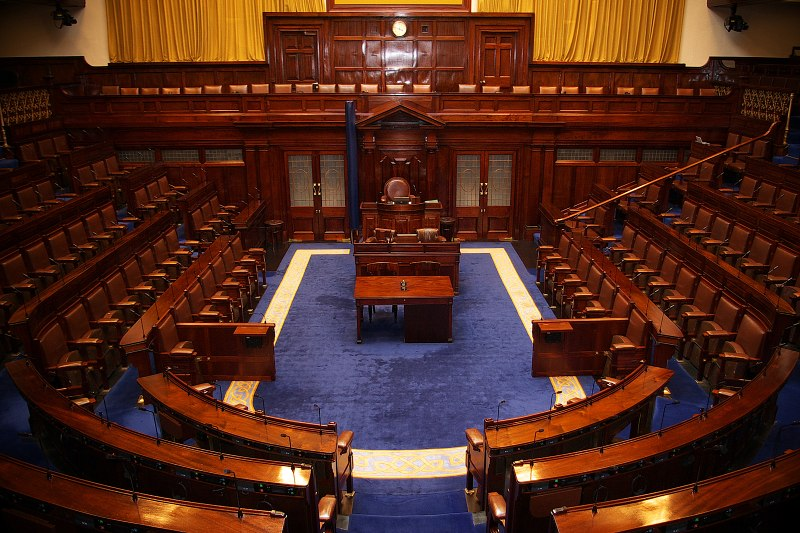

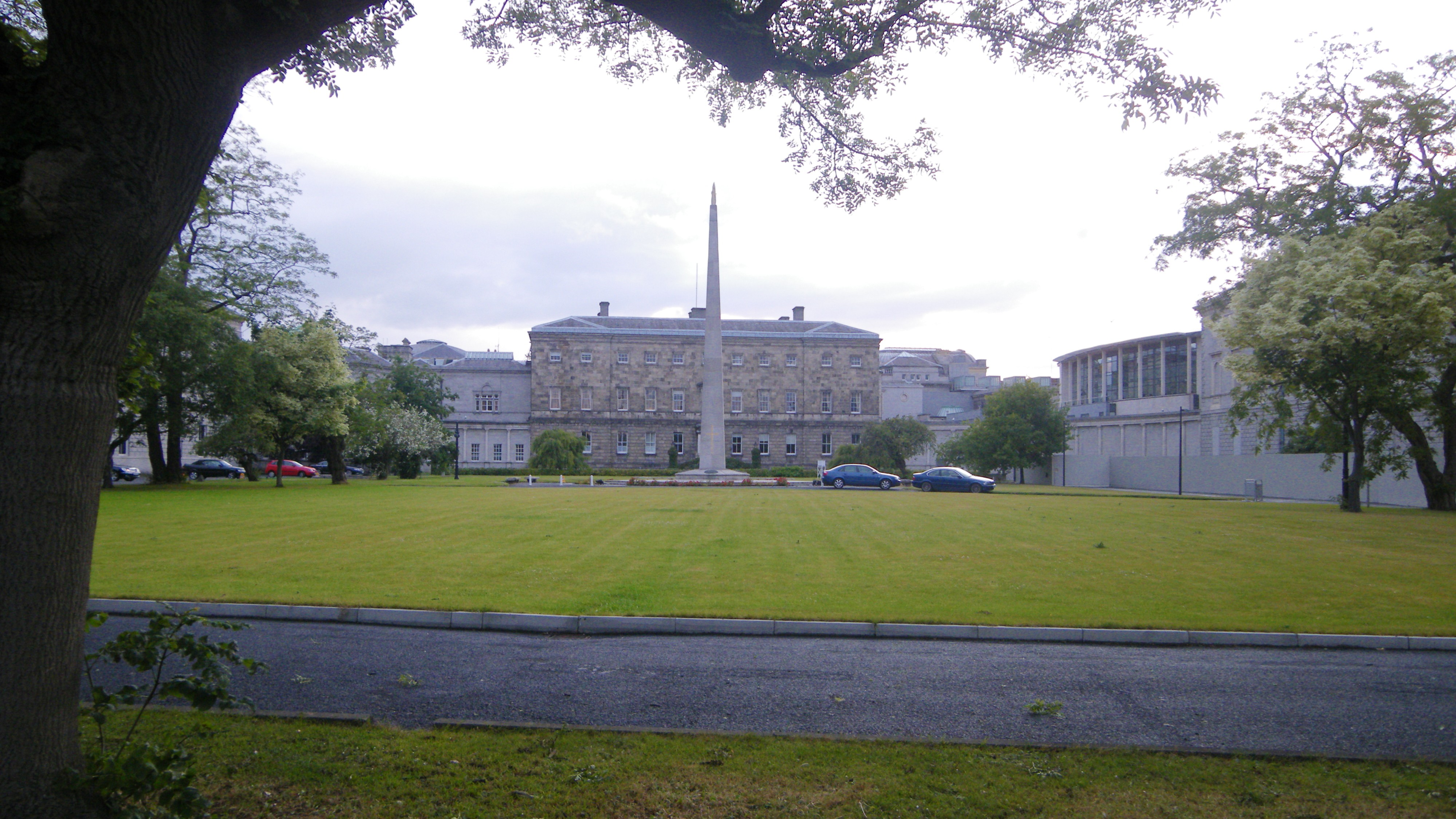

En 1924, debido a restricciones financieras, los planes de convertir el Real Hospital en unas Cortes fueron abandonados; se compró Leinster House, quedando pendiente la provisión de una casa parlamentaria propia en algún momento del futuro. Una nueva cámara del Senado o Seanad fue creada en el antiguo salón de bailes del duque, mientras alas del vecino Real Colegio de Ciencia fueron tomados para ser usados como edificios de Gobierno. El Real Colegio de Ciencia, que para entonces había sido unido con el University College Dublin, fue subsecuentemente ocupado en 1990 y convertido en edificio gubernamental. Ambas, las alas de la Biblioteca Nacional y el Museo Nacional junto a Leinster House siguieron siendo usadas como biblioteca y museo y no fueron anexados al complejo parlamentario. Mientras se hacían planes, usualmente para proveer un nuevo edificio parlamentario (los lugares considerados incluían Phoenix Park y la Custom House), el parlamento ha permanecido en Leinster House.
Desde entonces, numerosas extensiones se han añadido, más recientemente en el 2000, para proveer suficiente espacio de oficinas para 166 diputados, 60 senadores, miembros de la prensa y personal. Entre los líderes mundiales que han visitado Leinster House para dirigirse a sesiones conjuntas de los Oireachtas están los presidentes de los Estados Unidos John F. Kennedy, Ronald Reagan y Bill Clinton, el primer ministro británico Tony Blair, el primer ministro australiano Bob Hawke y el presidente francés François Mitterrand.
Una serie de monumentos están, o han estado, alrededor de Leinster House. Su frente en Kildare Street solía estar dominado por una gran estatua de la reina Victoria, develada por primera vez por el rey Eduardo VII en 1904. La estatua fue removida en 1947 y fue develada en los noventa en Sídney, Australia. De cara a su jardín en el lado que da a Merrion Square, está un gran monumento triangular conmemorando tres figuras fundadoras de la independencia irlandesa: el presidente de la Dáil Éireann Arthur Griffith, quien murió en 1922, Michael Collins y Kevin O'Higgins, el presidente del Gobierno Provisional y el vicepresidente del Consejo Ejecutivo (diputado primer ministro), ambos asesinados en 1922 y 1927 respectivamente. Otra estatua conmemora al príncipe consorte, el príncipe Alberto, esposo de la reina Victoria, quien sostuvo su más grande Exhibición Irlandesa en los Jardines de Leinster a principios de la década de 1850.
El jardín posterior de Leinster House fue cavado en el 2000 para proveer un estacionamiento temporal para los parlamentarios y personal, pero se ha vuelto permanente.